# Turbonilla halistrepta
Turbonilla halistrepta är en snäckart som beskrevs av Dall och Bartsch 1909. Turbonilla halistrepta ingår i släktet Turbonilla, och familjen Pyramidellidae. Inga underarter finns listade i Catalogue of Life.